# Most az Úr Krisztusnak
A Most az Úr Krisztusnak az Oltáriszentségről szóló miseének. A Zsasskovszky-énektárból származik.

## Kotta és dallam
| Most az Úr Krisztusnak drágalátos teste, Itt felemeltetett szentséges szent vére, A kenyér s bor színe alatt ez a titkos nagy áldozat; Jézust magasztaljuk, Szent, szent, szent! kiáltjuk.                           | Imádunk Tégedet, ó drága nagy Szentség, Melyben elrejtve van Istenség s emberség. A kenyér s bor színe alatt ez a titkos nagy áldozat; Jézust magasztaljuk, Szent, szent, szent! kiáltjuk. |
| Kérünk, ó Jézusunk, add, hogy hozzád térjünk, Szent tested s véredben méltóképp résztvegyünk; Így hisszük, hogy majd menny-égben, mint most kenyér s bor színében, Nevedet áldhatjuk, Szent, szent, szent! kiáltjuk. | |

## Felvételek
- Most az Úr Krisztusnak. Hittansuli (Hozzáférés: 2017. február 3.) (audió) arch
- Most az Úr Krisztusnak. YouTube. Diósgyőri templom (2012. november 11.)  (Hozzáférés: 2017. február 3.) (audió, fényképek)
- Most az Úr Krisztusnak. Zenebarát - Felebarátok Kamarazenei Közösség, vezényel Sallay Gergely  YouTube. Békéscsaba, kórusfesztivál (2015. augusztus 15.)  (Hozzáférés: 2017. február 3.) (audió, fényképek)